# Чемпионат мира по настольному теннису 1936
Чемпионат мира по настольному теннису 1936 года прошёл с 12 по 18 марта в Праге (Чехословакия).

## Организация чемпионата
Чемпионат 1936 года получил печальную известность за плохую организацию, низкое качество столов и хаос творившийся в Дворце Люцерна во время турнира.
Из-за плохого отскока столов атакующая тактика была не выгодна и многие спортсмены предпочитали просто удерживать мяч на столе, что привело к чудовищно длинным розыгрышам (в 1936 году по правилам настольного тенниса время игры не было никак ограничено). В результате в личном турнире матч между румыном Василе-Голдбергером и лидером французской команды Мишелем Огено длился 7,5 часов пока не был остановлен судьями, которые присудили победу Василе-Голдбергеру по жребию. В игре между поляком Алойзы Эрлихом и румыном Фаркашем Панетом первое очко разыгрывалось 2 часа и 10 минут.
После этого чемпионата, в этом же году, было введено ограничение на длительность матча, на матч из трёх партий стали отводить 1 час, а на матч из пяти партий — 1 час 45 минут.

## Медалисты
| Разряд                   | Золото                                                                                   | Серебро                                                           | Бронза                                                                                                 |
| ------------------------ | ---------------------------------------------------------------------------------------- | ----------------------------------------------------------------- | --- |
| Мужской одиночный разряд | Станислав Коларж                                                                         | Алойзы Эрлих                                                      | Ференц Шоош                                                                                            |
| Мужской одиночный разряд | Станислав Коларж                                                                         | Алойзы Эрлих                                                      | Рихард Бергман                                                                                         |
| Женский одиночный разряд | Рут Ааронс                                                                               | Астрид Кребсбах                                                   | Мария Кеттнерова                                                                                       |
| Женский одиночный разряд | Рут Ааронс                                                                               | Астрид Кребсбах                                                   | Мария Микова                                                                                           |
| Мужской парный разряд    | Роберт Блэттнер Джеймс Макклюр                                                           | Станислав Коларж Октер Петрисек                                   | Тибор Хази Ференц Шоош                                                                                 |
| Мужской парный разряд    | Роберт Блэттнер Джеймс Макклюр                                                           | Станислав Коларж Октер Петрисек                                   | Карел Фляйшнер Адольф Слар                                                                             |
| Женский парный разряд    | Мария Микова Мария Кеттнерова                                                            | Власта Дептерисова Вера Вотрубцова                                | Рут Ааронс Джесси Пёрвес                                                                               |
| Женский парный разряд    | Мария Микова Мария Кеттнерова                                                            | Власта Дептерисова Вера Вотрубцова                                | Магда Галь Мария Меднянски                                                                             |
| Микст                    | Милослав Гамр Гертруде Клейнова                                                          | Иштван Келен Мария Меднянски                                      | Гельмут Ульрих Аннемари Шульц                                                                          |
| Микст                    | Милослав Гамр Гертруде Клейнова                                                          | Иштван Келен Мария Меднянски                                      | Станислав Коларж Мария Микова                                                                          |
| Мужской командный турнир | Австрия · Эрвин Кон · Рихард Бергман · Хельмут Гёбель · Ханс Хартингер · Альфред Либстер | Румыния · Виктор Владоне · Марин Василе-Голдбергер · Фаркаш Панет | Чехословакия · Станислав Коларж · Богумил Ваня · Милослав Гамр · Вацлав Тереба · Франтишек Ганец Пивец |
| Мужской командный турнир | Австрия · Эрвин Кон · Рихард Бергман · Хельмут Гёбель · Ханс Хартингер · Альфред Либстер | Румыния · Виктор Владоне · Марин Василе-Голдбергер · Фаркаш Панет | Франция · Мишель Огено · Шарль Дюбуйе · Рауль Бедок · Даниэль Герен · Поль Вольшоэфер                  |
| Мужской командный турнир | Австрия · Эрвин Кон · Рихард Бергман · Хельмут Гёбель · Ханс Хартингер · Альфред Либстер | Румыния · Виктор Владоне · Марин Василе-Голдбергер · Фаркаш Панет | Венгрия · Виктор Барна · Миклош Сабадош · Ласло Беллак · Иштван Келен · Тибор Хази                     |
| Мужской командный турнир | Австрия · Эрвин Кон · Рихард Бергман · Хельмут Гёбель · Ханс Хартингер · Альфред Либстер | Румыния · Виктор Владоне · Марин Василе-Голдбергер · Фаркаш Панет | Польша · Алойзы Эрлих · Самуэль Шифф · Шимча Финкельштейн · Езерский                                   |
| Женский командный турнир | Чехословакия · Мария Кеттнерова · Гертруда Кляйнова · Мария Микова · Вера Вотрубкова     | Германия · Астрид Кребсбах · Анита Фельгут · Хильда Буссман       | Не присуждалась                                                                                        |
| Женский командный турнир | Чехословакия · Мария Кеттнерова · Гертруда Кляйнова · Мария Микова · Вера Вотрубкова     | США · Рут Ааронс · Джесси Пурвес · Коринна Мигнеко                | Не присуждалась                                                                                        |